# Muránska Zdychava
Muránska Zdychava (bis 1927 slowakisch „Muráňska Zdychava“; ungarisch Kakasalja – bis 1907 Murányzdichava) ist eine Gemeinde in der Mitte der Slowakei, mit 218 Einwohnern (Stand 31. Dezember 2024) und liegt im Okres Revúca, einem Kreis des Banskobystrický kraj.

## Geographie
Die Gemeinde liegt unter dem Hauptkamm der Stolické vrchy (Teil des Slowakischen Erzgebirges) am Bach Zdychava, sieben Kilometer nördlich der Stadt Revúca gelegen.

## Geschichte
Muránska Zdychava entstand an der Stelle eines früheren Ortes, der zum ersten Mal 1427 erwähnt wurde. Im 16. Jahrhundert wird vom heutigen Ort geredet (1551 Zdykawa), der durch wallachische Kolonisierung entstand und im Herrschaftsgebiet der Burg Muráň lag. Bis heute hat sich die Einzelsiedlung-Form erhalten.

## Bevölkerung
| Jahr                | 1994 | 2004    | 2014     | 2024    |
| ------------------- | ---- | ------- | -------- | ------- |
| Anzahl der Personen | 304  | 293     | 250      | 218     |
| Unterschied         |      | −3,61 % | −14,67 % | −12,8 % |

| Jahr                | 2023 | 2024    |
| ------------------- | ---- | ------- |
| Anzahl der Personen | 219  | 218     |
| Unterschied         |      | −0,45 % |

Ergebnisse nach der Volkszählung 2001 (297 Einwohner):
| Nach Ethnie: - 97,31 % Slowaken - 0,67 % Magyaren | Nach Religion: - 91,52 % römisch-katholisch - 2,69 % konfessionslos - 2,02 % evangelisch |

## Sehenswürdigkeiten
- Kapelle des heiligen Johannes
- Kirche der Kreuzerhöhung
- Volksarchitektur, mit einigen erhaltenen Holzhäusern
- Naturreservat Zdychavské skalky mit Vorkommen der Einjährigen Fetthenne (Sedum annuum)